# Blepharis
Blepharis, biljni rod iz porodice Acanthaceae, smješten u tribus Acantheae. Postoji preko 120 vrsta jednogodišnjeg raslinja, trajnica, polugrmova i grmova raširenih po Africi i jugu Azije.

## Opis
Jednogodišnje ili višegodišnje biljke ili grmovi. Listovi u lažnim pršljenovima po 4; jedan par manji od drugog. Cvjetovi u klasolikim cimesima. Čaška sastavljena od 4 čašičasta listića. Vjenčić jednousni; usna 3-5-režnjevita. Prašnika 4; 2 prednja filamenta šira od stražnjih. Jajnik 2-lokularan. Kapsula s 2 sjemena. Sjemenke diskaste, prekrivene higroskopnim dlačicama. 

## Vrste
1. Blepharis acanthodioides Klotzsch
2. Blepharis acuminata Oberm.
3. Blepharis aequisepala Vollesen
4. Blepharis affinis Lindau
5. Blepharis angusta (Nees) T.Anderson
6. Blepharis aspera Oberm.
7. Blepharis asteracantha C.B.Clarke
8. Blepharis attenuata Napper
9. Blepharis bainesii S.Moore ex C.B.Clarke.
10. Blepharis boranensis Vollesen
11. Blepharis breyeri Oberm.
12. Blepharis buchneri Lindau
13. Blepharis burundiensis Vollesen
14. Blepharis calcitrapa Benoist
15. Blepharis capensis (L.f.) Pers.
16. Blepharis chrysotricha Lindau
17. Blepharis ciliaris (L.) B.L.Burtt
18. Blepharis crinita Benoist
19. Blepharis cuanzensis Welw. ex S.Moore
20. Blepharis cuspidata Lindau
21. Blepharis decussata S.Moore
22. Blepharis dhofarensis A.G.Mill.
23. Blepharis dilatata C.B.Clarke
24. Blepharis diplodonta Vollesen
25. Blepharis diversispina (Nees) C.B.Clarke
26. Blepharis drummondii Vollesen
27. Blepharis dunensis Vollesen
28. Blepharis duvigneaudii Vollesen
29. Blepharis edulis (Forssk.) Pers.
30. Blepharis espinosa Phillips
31. Blepharis exigua (Zoll. & Moritzi) Valeton ex Backer
32. Blepharis fenestralis Vollesen
33. Blepharis ferox P.G.Mey.
34. Blepharis flava Vollesen
35. Blepharis fleckii P.G.Mey.
36. Blepharis forgiarinii J.-P.Lebrun & Stork
37. Blepharis furcata (L.f.) Pers.
38. Blepharis gazensis Vollesen
39. Blepharis gigantea Oberm.
40. Blepharis glinus Fiori
41. Blepharis glomerans Benoist
42. Blepharis glumacea S.Moore
43. Blepharis grandis C.B.Clarke
44. Blepharis grossa (Nees) T.Anderson
45. Blepharis gypsophila Thulin & Vollesen
46. Blepharis hildebrandtii Lindau
47. Blepharis hirtinervia (Nees) T.Anderson
48. Blepharis huillensis Vollesen
49. Blepharis ilicifolia Napper
50. Blepharis ilicina Oberm.
51. Blepharis inaequalis C.B.Clarke
52. Blepharis inermis (Nees) C.B.Clarke
53. Blepharis inflata Vollesen
54. Blepharis innocua C.B.Clarke
55. Blepharis inopinata Vollesen
56. Blepharis integrifolia (L.f.) E.Mey. & Drège ex Schinz
57. Blepharis involucrata Solms ex Schweinf.
58. Blepharis itigiensis Vollesen
59. Blepharis javanica Bremek.
60. Blepharis katangensis De Wild.
61. Blepharis kenyensis Vollesen
62. Blepharis kuriensis Vierh.
63. Blepharis laevifolia Vollesen
64. Blepharis lawsonii G.S.Giri & R.N.Banerjee
65. Blepharis leendertziae Oberm.
66. Blepharis linariifolia Pers.
67. Blepharis longifolia Lindau
68. Blepharis longispica C.B.Clarke
69. Blepharis macra (Nees) Vollesen
70. Blepharis maculata Benoist
71. Blepharis maderaspatensis (L.) B.Heyne ex Roth
72. Blepharis marginata (Nees) C.B.Clarke
73. Blepharis menocotyle Milne-Redh.
74. Blepharis meyeri Vollesen
75. Blepharis mitrata C.B.Clarke
76. Blepharis montana Vollesen
77. Blepharis natalensis Oberm.
78. Blepharis noli-me-tangere S.Moore
79. Blepharis obermeyerae Vollesen
80. Blepharis obmitrata C.B.Clarke
81. Blepharis obtusisepala Oberm.
82. Blepharis ogadenensis Vollesen
83. Blepharis panduriformis Lindau
84. Blepharis paradoxa Fritsch
85. Blepharis pascuorum S.Moore
86. Blepharis petalidioides Vollesen
87. Blepharis petraea Vollesen
88. Blepharis pratensis S.Moore
89. Blepharis procumbens (L.f.) Pers.
90. Blepharis pruinosa Engl.
91. Blepharis pungens Klotzsch
92. Blepharis pusilla Vollesen
93. Blepharis reekmansii Vollesen
94. Blepharis refracta Mildbr.
95. Blepharis richardsiae Vollesen
96. Blepharis scandens Vollesen
97. Blepharis scindica Stocks ex T.Anderson
98. Blepharis sericea Vollesen
99. Blepharis serrulata (Nees) Picalho & Hiern
100. Blepharis sinuata (Nees) C.B.Clarke
101. Blepharis sol C.B.Clarke
102. Blepharis somaliensis Vollesen
103. Blepharis spiculifolia Balf.f.
104. Blepharis spinescens Vollesen
105. Blepharis spinifex Merxm.
106. Blepharis spinipes Vollesen
107. Blepharis squarrosa (Nees) T.Anderson
108. Blepharis stainbankiae C.B.Clarke
109. Blepharis stuhlmannii Lindau
110. Blepharis subglabra Vollesen
111. Blepharis subvolubilis C.B.Clarke
112. Blepharis swaziensis Vollesen
113. Blepharis tanae Napper
114. Blepharis tanganyikensis (Napper) Vollesen
115. Blepharis tanzaniensis Vollesen
116. Blepharis tenuiramea S.Moore
117. Blepharis tetrasticha Lindau
118. Blepharis thulinii Vollesen
119. Blepharis torrei Vollesen
120. Blepharis transvaalensis Schinz
121. Blepharis trifida Vollesen
122. Blepharis trispina Napper
123. Blepharis turkanae Vollesen
124. Blepharis uniflora C.B.Clarke
125. Blepharis uzondoensis Vollesen
126. Blepharis welwitschii S.Moore

## Sinonimi
- Acanthodium Delile
- Blepharacanthus Nees
- Trichacanthus Zoll. & Moritzi